# ミニステリアーレ
ミニステリアーレ（独:Ministeriale）は、中世ドイツ封建社会における身分の1つ。騎士に従って戦闘に参加するが主君の所領の管理なども行う。中世初期には非自由民であったが徐々に力をつけ、後には騎士階級と同化していった。「元来、家人層は、隷属身分の中から登用されて軍事的・管理的職務につき、徐々に社会的地位を上昇せしめてきたものであり、彼らの主人に対する関係は、原理的には、一方的な家産的隷属関係であった」。11・12世紀都市の「指導的立場の人々の相当の割合がミニステリアーレ層の出身」であった。
下級騎士・従士・家人（けにん）などと訳され、日本の封建社会でいう郎党や小姓などに相当する。一般的には｢家士」の語を当てることが多い。
諸侯が絶えず角を突き合わせていた当時の神聖ローマ帝国では戦争が絶えず、ミニステリアーレの中には複数の主君に仕える者も多くいた。戦闘に赴く際は騎士と殆ど変らない装備だった。

## 出現と概念
ミニステリアーレ層が出現したのは10世紀前半のことであり、ローマ王コンラート2世によって多くのミニステリアーレが導入された。同時期のフランス(カペー朝)やイングランド(ノルマン朝)の騎士と異なり、領主との契約によって臣従が規定されていただけでなく、彼らは自分たちの領主によって理論上「所有」されていることが多かった。これはミニステリアーレの起源が非自由身分の戦士出身であったことから、領主への経済的依存と世襲制が絡み合った結果に起因するものだからである。騎士、ラテン語でミリテスmilitesは、その人物の軍事的実力を暗示する単語であるが、このmilitesという語は戦士であるだけでなく、大変な実力者であることを示す自由騎士、すなわち経済的に他に依存する必要のない独立した領地を維持することの出来る支配階層を指す語としても用いられるのである。このため非自由身分の戦士層(ミニステリアーレ)と自由騎士を区別する用語が、特に法律学の立場から必要とされ、自由騎士は次第にミリテス・リベリmilites liberiという語が適用され、ミニステリアーレと区別されるようになった。しかしこのように厳密に区分されていたのは13世紀までで、14世紀になると両者の区別は次第に消滅していった。

## 主従関係
ミニステリアーレは理論上、主君への忠誠の誓いは必要とされなかった。主君から封土を与えられることもあったが、この場合も完全に私的な土地として与えられるのではなく、「非自由な封土」として土地を守っていることが多かった。後継者に安心して土地を継承させるために、ある程度実力者(主君)の息がかかっていた方が彼らにとっても好都合であったからである。彼らはまた給付もしくは世襲の封土、終身封土、荘園封土として、あるいは城郭警護の見返りとして土地を保持することもあった。城郭警護の場合は土地だけでなく、城郭そのものや城主の執務室が付随して与えられ、こうしたことはドイツ地方では一般的な事例であった。これらは適任のミニステリアーレか、彼らに任命された者が要塞でさまざまな任務をこなせるようになされていた。
理論上の「所有者」である領主たちは法律を条文通り遵守するようなことはしなかった。ミニステリアーレは大抵自由民として扱われ、領主の管轄外での結婚のみが深刻に考慮すべき問題とされた。またミニステリアーレは自分たちの領主だけでなく、ほかの領主にも仕えることが許されていた。ドイツではフランスやイングランドと異なり、君主への忠順の概念、すなわち特定の一人の領主に対する奉仕を第一に考えるという発想が実践されることがなかったのである。この多重契約は相互扶助協定の形をとっており、その結果ミニステリアーレは封土や貨幣地代、さらには略奪をも見返りとして領主を手助けしていた。12世紀でもっとも裕福だったミニステリアーレ、ヴェルナー・フォン・ボーランデンは皇帝を除いて44人の領主と契約していることが自慢だった。

## 職務と忠誠
ミニステリアーレの主な職務のひとつは城を維持することだった。彼らは防御を固めた邸宅または塔に住み、それらはしばしば彼ら自身の自由保有地の資産だった。なかには領主所有の大きな城に、他のミニステリアーレと一緒に暮らす者までいた。また領主には自由保有地の城を封土として再付与するよう要求する者もいた。
彼らは自分の所有する城においては、しばしば権力を握ることも多く、従って忠誠を誓ったにもかかわらず彼らは時折主君に反抗し、特に主君の不在の時にはその財産を奪ったり命令に背いたりした。フリードリヒ1世は第2回十字軍に従軍中、国内で騒動を起こした配下のミニステリアーレ数人を絞首刑にしたことがある。だが大半のミニステリアーレは忠実で、議会内でも信用されており、戦争や流血を招く不和の際に大いに役立った。
また彼らは自分たちの土地を越えて自発的に軍務に参加しない場合は報酬を期待した。もしこの支払いが予定通りになされなければ、彼らは自由の身になった。収入の低いミニステリアーレは、アルプス越えのような遠征に参加できないときには後に残ることも出来たが、そのときは封土からの収入の半額に当たる賠償金を支払わねばならなかった。
「神聖ローマ皇帝コンラート2世（在位1024-1039）は初めてミニステリアーレを大規模に帝国の統治機構に起用したと思われる」。

## 著名なミニステリアーレ
- ハードマール・フォン・クーエンリンク（英語版） － オーストリア公レオポルト5世のミニステリアーレ。第3回十字軍から帰国する途中のイングランド王リチャード1世が捕らえられたデュルンシュタイン城（英語版）の城主。
- ハルトマン・フォン・アウエ － 中世盛期の宮廷叙事詩人でミンネゼンガー。『哀れなハインリヒ』などの作者。
- フリードリヒ・フォン・ハウゼン（英語版） － フリードリヒ1世 (神聖ローマ皇帝)の側近にしてミンネゼンガー[4]。
- アイケ・フォン・レプゴー - アンハルト伯ハインリヒ1世のミニステリアーレ。法書『ザクセンシュピーゲル』の作者。
- ヘルマン・フォン・ザルツァ - テューリンゲン方伯のミニステリアーレ。ドイツ騎士団第4代総長。